# 哈拉爾森縣 (喬治亞州)
哈拉爾森縣（英語：Haralson County）是美國喬治亞州西部的一個縣，西鄰阿拉巴馬州。面積733方公里。根據美國2000年人口普查，共有人口25,690人。縣治布坎南（Buchanan）。
成立於1856年1月26日。縣名紀念民兵少將、聯邦眾議員休·A·哈拉爾森（Hugh Anderson Haralson）。